# Martin Lüttge
Martin Lüttge (* 7. Juli 1943 in Hamburg; † 22. Februar 2017 in Plön) war ein deutscher Schauspieler und Regisseur.

## Leben
Lüttge war ein Sohn des Garten- und Landschaftsarchitekten Gustav Lüttge (1909–1968) und der Krankenschwester Erika von Delius (1915–1997).
Seine Kindheit verbrachte Martin Lüttge zunächst in Hamburg und dann kriegsbedingt von 1946 bis 1952 im zu Bad Bramstedt gehörenden Weiler Klashorn. Er war Waldorfschüler und ging Ende der 1950er Jahre nach England, um Landwirt zu werden. Er machte eine Ausbildung auf einem Kälbermasthof in Devon. Schon bald übte er sich dort auch in der Schauspielerei. Er brach seinen Aufenthalt in England ab, besuchte zunächst die Schauspielschule Zerboni in Gauting und dann die Neue Münchner Schauspielschule. Seit dieser Zeit war die Schauspielerei neben der Landwirtschaft Lüttges zweiter Beruf.
Der Regisseur Fritz Umgelter erkannte das Talent des jungen Lüttge und besetzte ihn für einige Hauptrollen im Fernsehen, so in Bratkartoffeln inbegriffen, Rebellion der Verlorenen und in der Serie Wie eine Träne im Ozean nach der Romantrilogie von Manès Sperber. In der Vorabendserie Wenn die Musik nicht wär … (Regie Georg Tressler) wurde er mit der Hauptrolle eines Musikstudenten einem breiten Publikum bekannt. In dieser Zeit hatte Lüttge von 1966 bis 1970 auch ein Bühnenengagement an den Münchner Kammerspielen und machte sich dort als Allroundbegabung im Charakterfach und als Komödiendarsteller einen Namen. Danach stand er bis 1974 am Düsseldorfer Schauspielhaus auf der Bühne und war anschließend bis 1977 am Schauspielhaus des Staatstheater Stuttgart bei Claus Peymann engagiert, wo er unter anderem als Faust große Erfolge feierte.
Im Jahr 1978 gründete er mit anderen Künstlern ein eigenes Zelttheater, das seit 1980 als Theaterhof Priessenthal firmiert. Die freie Theatertruppe verfügt über einen 400 Jahre alten, fünf Hektar großen Bauernhof in Mehring bei Burghausen, auf dem sie lebt und im Winter ihre Proben abhält. Der Theaterhof will, so die Eigendarstellung, „selbstbestimmt und verantwortlich politisches Volkstheater machen, Kulturproduzent sein mit einer breiten Palette“. Dieser Anspruch aus den Gründertagen gilt bis heute, auch wenn das alte Zelt, das 600 Zuschauer fasste, inzwischen nicht mehr bespielt wird. Stattdessen gehen die Schauspieler auf Tourneen und treten in Kultur- und Theatersälen auf. Heute arbeiten zehn Menschen auf dem Theaterhof, der auch Übernachtungen, einen Streichelzoo und Kinderbackkurse anbietet.
Einem breiten Fernsehpublikum bekannt wurde Lüttge von 1992 bis 1997 als Kommissar Bernd Flemming in der Reihe Tatort des WDR. Als Bernd Flemming trat er 1992 die Nachfolge des von Götz George dargestellten Schimanski an. Bereits im Tatort-Kinofilm Zahn um Zahn (1985) hatte er als Ehemann der Reporterin Ulli einen Gastauftritt. Nach fünfzehn Einsätzen stieg Lüttge 1997 aus der Reihe aus.
Lüttge war im ZDF als Vater des von Hardy Krüger jr. verkörperten Försters Stefan Leitner in der Familienserie Forsthaus Falkenau zu sehen.
Ende 2006 bis Anfang 2007 gastierte er in Berlin mit der Theaterproduktion Brüder Grimm in der Rolle des Jacob Grimm, den er bereits sechs Jahre zuvor auf Gastspielen in Finnland, Bulgarien, Polen und Estland mit großem Erfolg verkörpert hatte.
Ab Februar 2010 war Lüttge offizieller Pate des Kinderhospizes Bethel. Seine Mutter Erika war in Bethel als Hausmutter tätig.

### Privat
Lüttge war von 1966 bis 1972 mit der Schauspielerin Gila von Weitershausen verheiratet. 1999 heiratete er die Schauspielerin Marlen Breitinger, die seit 1993 seine Partnerin im Tatort war. Nach einer schweren Erkrankung 2012, bei der ein Aneurysma entdeckt wurde, trat er beruflich kürzer und zog mit seiner Frau in die Nähe von Plön.
Martin Lüttge starb am 22. Februar 2017 nach längerer schwerer Krankheit in Plön.

## Filmografie (Auswahl)
- 1966: Die seltsamen Methoden des Franz Josef Wanninger (Fernsehserie, eine Folge)
- 1966: Wenn die Musik nicht wär …
- 1966: Cliff Dexter (Fernsehserie), Folge 2: Gift in harten Fäusten
- 1966: Hafenpolizei (Fernsehserie, eine Folge)
- 1967: Liebesgeschichten (Fernsehserie, eine Folge)
- 1967: Eine Handvoll Helden
- 1967: Bratkartoffeln inbegriffen
- 1967: Das Kriminalmuseum (Fernsehserie, eine Folge)
- 1967: Der Tod läuft hinterher
- 1968: Hafenkrankenhaus (Fernsehserie, Folge: „Der Verkehrsunfall“)
- 1968: Zur Sache, Schätzchen
- 1969–1974: Der Kommissar (Fernsehserie, drei Folgen)
- 1969: Rebellion der Verlorenen (Fernseh-Dreiteiler)
- 1970: Wie eine Träne im Ozean (Fernseh-Dreiteiler)
- 1970: Tod nach Mitternacht
- 1972: Strohfeuer[6]
- 1973: Der Lord von Barmbeck
- 1974: Sonderdezernat K1 – Friedhofsballade (Fernsehserie)
- 1975: Berlinger
- 1976: Hans und Heinz Kirch
- 1977: Derrick – Die Tote im Wald
- 1978: Zwischengleis
- 1980: Die Weber
- 1981: Jede Menge Kohle
- 1983: Die Krimistunde (Fernsehserie, Folge 5, Episode: „Glockenschlag der Wahrheit“)
- 1984: Die Wannseekonferenz
- 1985: Tatort: Zahn um Zahn (Kinofilm)
- 1985, 1988: Der Fahnder (Fernsehserie, zwei Folgen)
- 1987: Der kleine Staatsanwalt
- 1988: Tatort: Programmiert auf Mord
- 1992–1997: Tatort (als Kriminalhauptkommissar Bernd Flemming)
  - 1992: Der Mörder und der Prinz
  - 1992: Unversöhnlich
  - 1992: Tod eines Wachmanns
  - 1993: Flucht nach Miami
  - 1993: Gefährliche Freundschaft
  - 1993: Deserteure
  - 1994: Mord in der Akademie
  - 1994: Die Frau an der Straße
  - 1995: Die schwarzen Bilder
  - 1995: Tod eines Auktionators
  - 1995: Herz As
  - 1996: Der Spezialist
  - 1996: Heilig Blut
  - 1996: Das Mädchen mit der Puppe
  - 1997: Brüder
- 1997: Es geschah am hellichten Tag
- 1997–1998: Koerbers Akte (Fernsehserie, drei Folgen)
  - 1997: Kleines Mädchen – großes Geld
  - 1997: Tödliches Ultimatum
  - 1998: Rollenspiel
- 1997: Schweinesand – Eine Insel voller Geheimnisse
- 1997: Mayday – Flug in den Tod
- 1998: Der letzte Zeuge 5. Episode (Fernsehserie)
- 2000: Tatort: Direkt ins Herz
- 2000: Polizeiruf 110: Bruderliebe
- 2001: Sag einfach Ja!
- 2002: Verrückt nach Paris
- 2003: Mein Weg zu Dir (Fernsehfilm), Regie: Olaf Krelnsen
- 2003: Im Schatten der Macht
- 2003: Polizeiruf 110: Verloren
- 2006: Die Pferdeinsel
- 2007–2013: Forsthaus Falkenau (Fernsehserie, 94 Folgen)
- 2011: Die Tote ohne Alibi (Cameo)

## Theaterrollen (Auswahl)
- 1968 Rosenkranz in Stoppards Rosenkranz und Güldenstern sind tot (Regie: Dieter Giesing, Münchner Kammerspiele unter Intendant August Everding)
- 1969 Priester Kiro in Edward Bonds Schmaler Weg in den tiefen Norden (Regie: Peter Zadek, Münchner Kammerspiele)
- 1977 Faust in Faust I und II (Regie: Claus Peymann, Staatstheater Stuttgart)
- 1978 Florindo in Der Diener zweier Herren (Regie: Niels-Peter Rudolph, Staatstheater Stuttgart)
- Seit 1980 Tourneetheater Klassiker, Theaterhof Priessenthal

## Auszeichnungen
- 1968: Förderpreis für Nachwuchsdarsteller der Stadt München
- 1975: Bambi
- 1982: Förderungspreis Darstellende Kunst, Akademie der Künste Berlin
- 1993: Bayerischer Heimatpreis in der Sparte Kultur und Gemeinschaft
- 2000: Kulturpreis des Landkreises Altötting
- 2001: Oberbayerischer Kulturpreis